# Pogonomyrmex barbatus
Pogonomyrmex barbatus är en myrart som först beskrevs av Smith 1858.  Pogonomyrmex barbatus ingår i släktet Pogonomyrmex och familjen myror. Inga underarter finns listade i Catalogue of Life.

## Bildgalleri

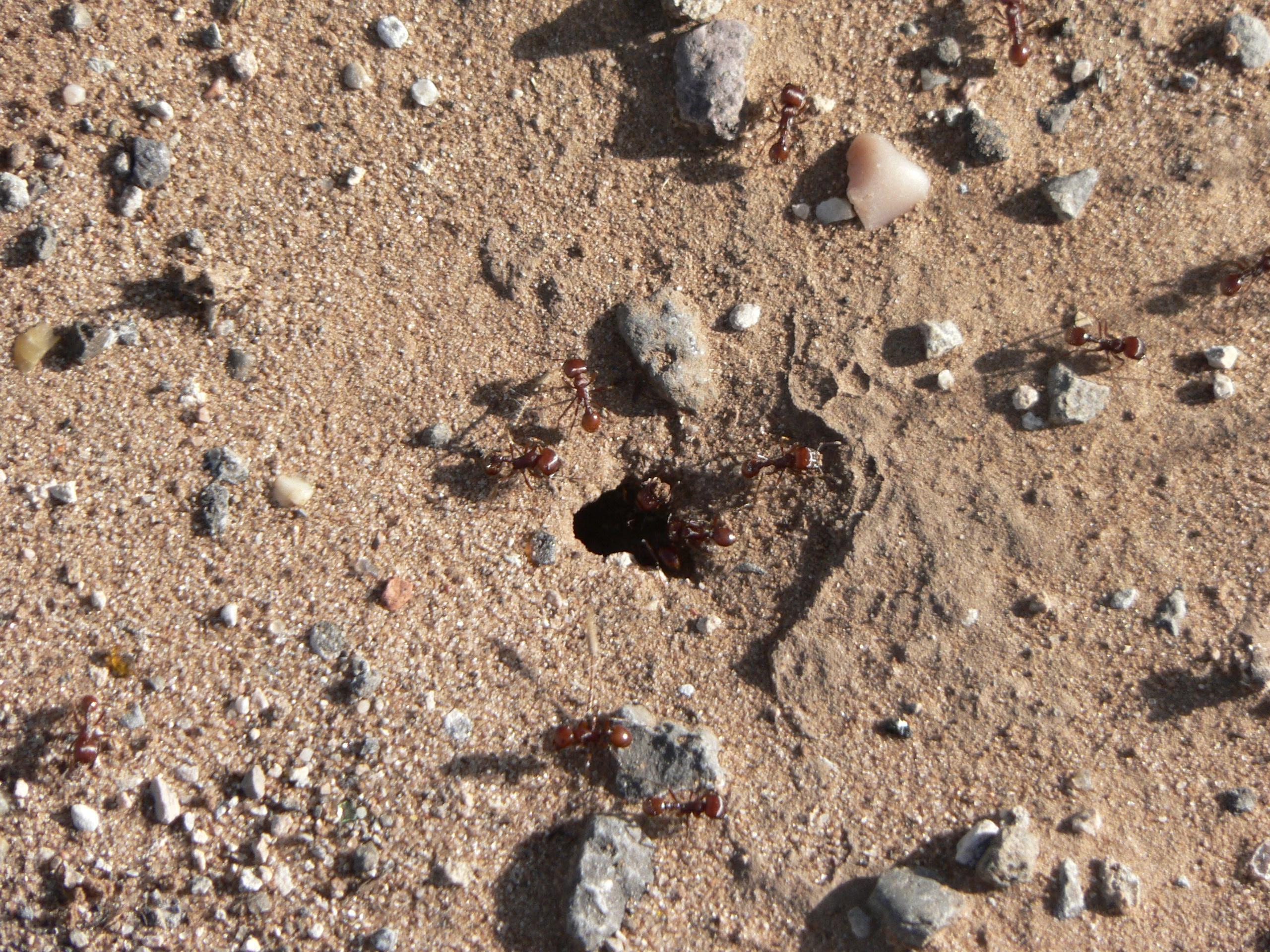
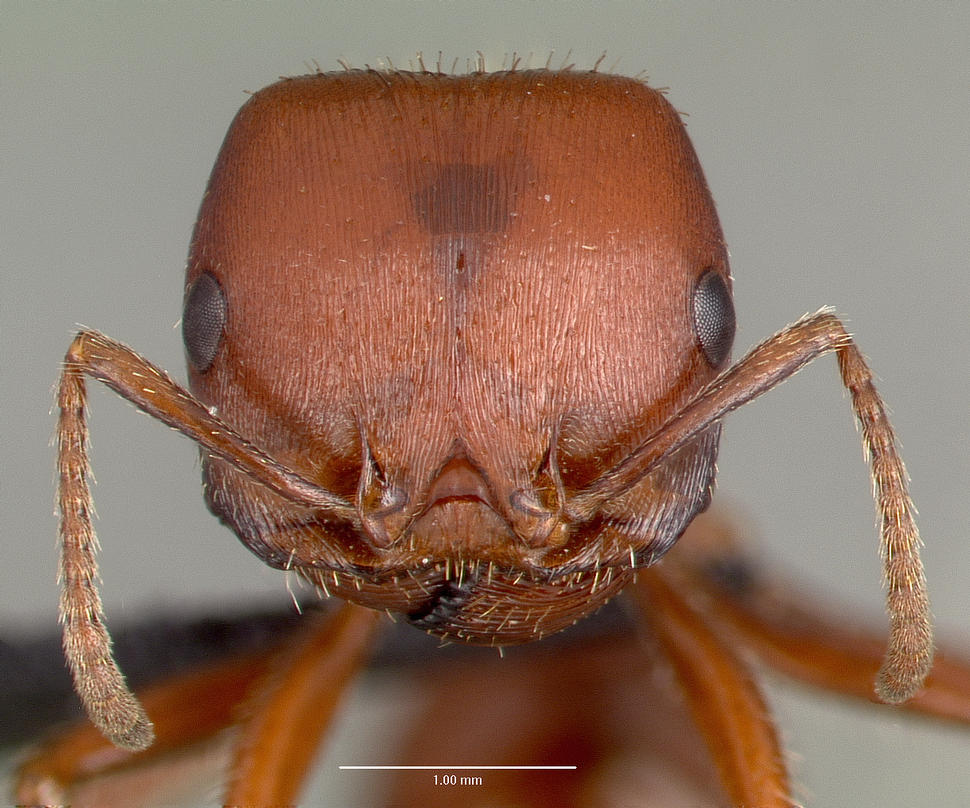
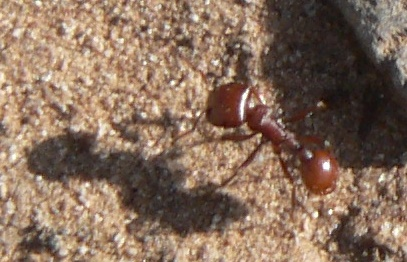
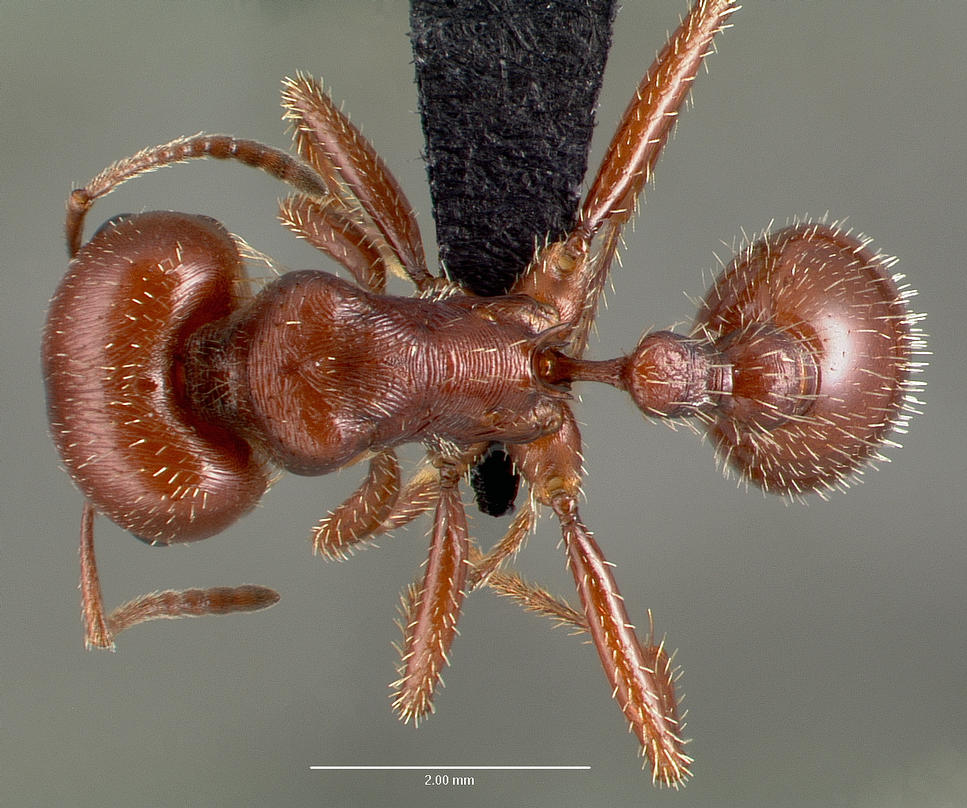